# Séreilhac
 Séreilhac  (en occitano Cerelhac) es una población y comuna francesa, situada en la región de Lemosín, departamento de Alto Vienne, en el distrito de Limoges y cantón de Aixe-sur-Vienne.
La comuna es parte de Occitania.

## Demografía
| 1439 | 1362 | 1352 | 1462 | 1614 | 1595 | 1772 |
| Para los censos de 1962 a 1999 la población legal corresponde a la población sin duplicidades (Fuente: INSEE [Consultar]) |      |      |      |      |      |      |